# 圆叶乌桕
圆叶乌桕（学名：Sapium rotundifolium）为大戟科乌桕属下的一个种。

## 扩展阅读
- 維基物種上的相關：圆叶乌桕